# براونزدیل (مینه‌سوتا)
براونزدیل، مینه‌سوتا (به انگلیسی: Brownsdale, Minnesota) یک شهر در ایالات متحده آمریکا است که در مینه‌سوتا واقع شده‌است.

## خصوصیات
براونزدیل ۱٫۲۲ کیلومترمربع مساحت و ۶۷۶ نفر جمعیت دارد و ۳۹۱ متر بالاتر از سطح دریا واقع شده‌است.